# Hengstenberg (Adelsgeschlecht)

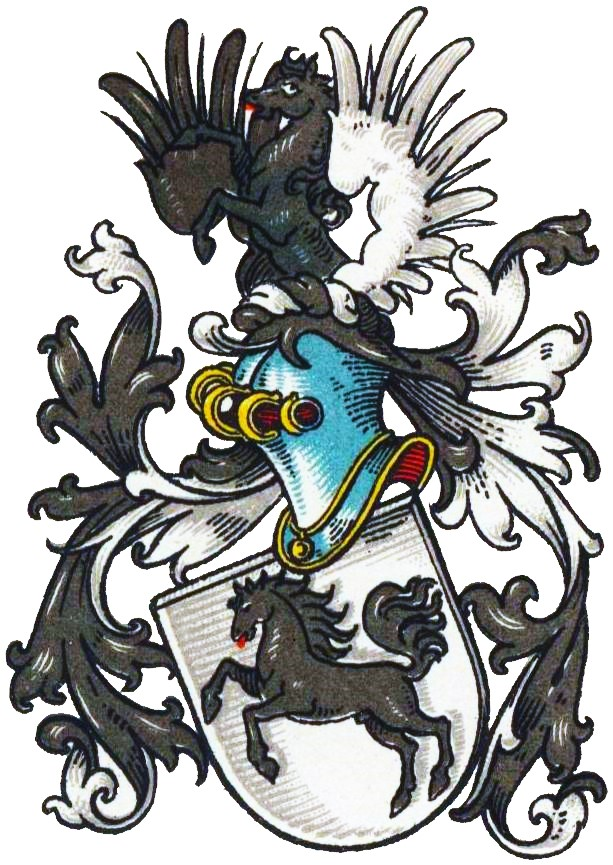
Stammwappen derer von Hengstenberg im Wappenbuch des Westfälischen Adels

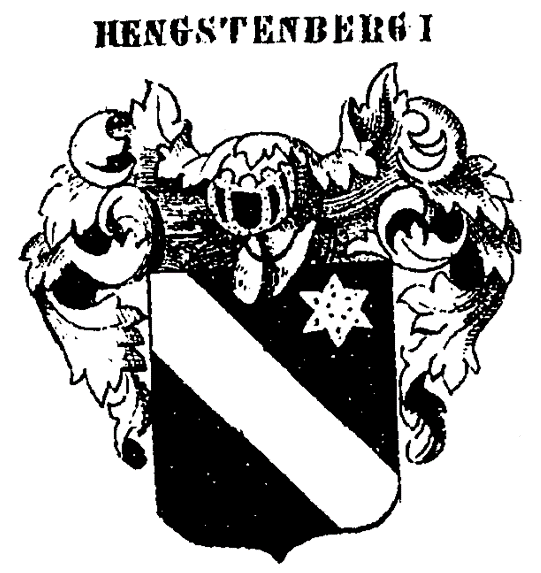
Wappen derer von Hengstenberg (1837) in Siebmachers Wappenbuch

Hengstenberg (auch Henxtenberg o. ä.) ist der Name eines westfälisch-preußischen Patrizier- und Adelsgeschlechts.
Die Familie ist zu unterscheiden von dem gleichnamigen pommerschen Ratsgeschlecht Hengstenberg aus Thorn.

## Geschichte
Das Geschlecht stammt aus Dortmund, wo es ein gleichnamiges Haus besaß und zum Patriziat zählte. 1319 kauften die Brüder Christian und Cäsarius von Hengstenberg, Bürger von Dortmund, von Heinrich von Aplerbeck den Zehnten zu Scheuren. 1340 war Christian Hengstenberg Dortmunder Bürgermeister. Im selben Jahr war Sergius Hengstenberg Ratsherr zu Dortmund. Hildebrand Hengstenberg († 1437) war 1398 Bürgermeister. Ihm wurde 1418 die Turnierfähigkeit bescheinigt. Christoph Hengstenberg, verheiratet mit Deydeke, war 1460 Bürgermeister Dortmunds. Die Eheleute hatten zwei Töchter: Anna, Stiftsdame zu St. Catharina in Dortmund, und Elisabeth. Beide besaßen 1460 Renten zu Dortmund. Laut Max von Spießen blühte die adelige Familie noch 1511.
Danach blühte die Familie im Bürgerstand fort und brachte eine Reihe von Theologen und Verwaltungsbeamten hervor. Ein Nachkomme dieser bürgerlichen Linie, Wilhelm Hengstenberg (1804–1880), königlich-preußischer Geheimer Hofrath und Erzieher des Prinzen Waldemar, erhielt am 3. Juni 1837 des Adelsstand des Königreichs Preußen verliehen. Später war dieser Superintendent zu Treptow und Hof- und Domprediger zu Berlin.

## Persönlichkeiten
- Christian Hengstenberg, 1340 Bürgermeister Dortmund
- Hildebrand Hengstenberg († 1437), 1398 Bürgermeister Dortmund
- Christoph Hengstenberg, 1460 Bürgermeister Dortmund
- Johann Heinrich Karl Hengstenberg (1770–1834), reformierter Pfarrer und Kirchenliederdichter
- Ernst Wilhelm Hengstenberg (1802–1869), protestantischer Theologe und Alttestamentler
- Karl Hengstenberg, Superintendent, Bruder von Ernst Wilhelm Hengstenberg
- Eduard Hengstenberg, Konsistorialrat, Bruder von Ernst Wilhelm Hengstenberg
- Wilhelm von Hengstenberg (1804–1880), evangelischer Geistlicher, Oberhofprediger von Kaiser Wilhelm I. am Berliner Dom
- Wilhelm Hengstenberg (1853–1927), Jurist und Verwaltungsbeamter
- Elfriede Hengstenberg (1892–1992), Pädagogin
- Rudolf Hengstenberg (1894–1974), deutscher Maler und Grafiker

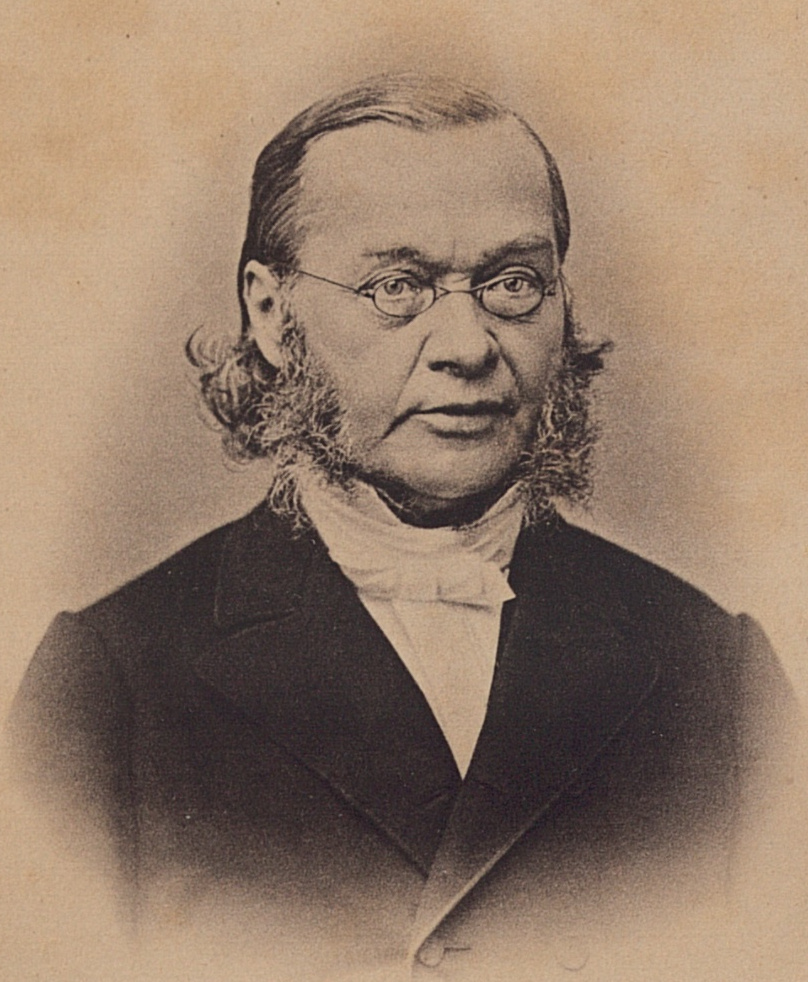
Ernst Wilhelm Hengstenberg (1802–1869)
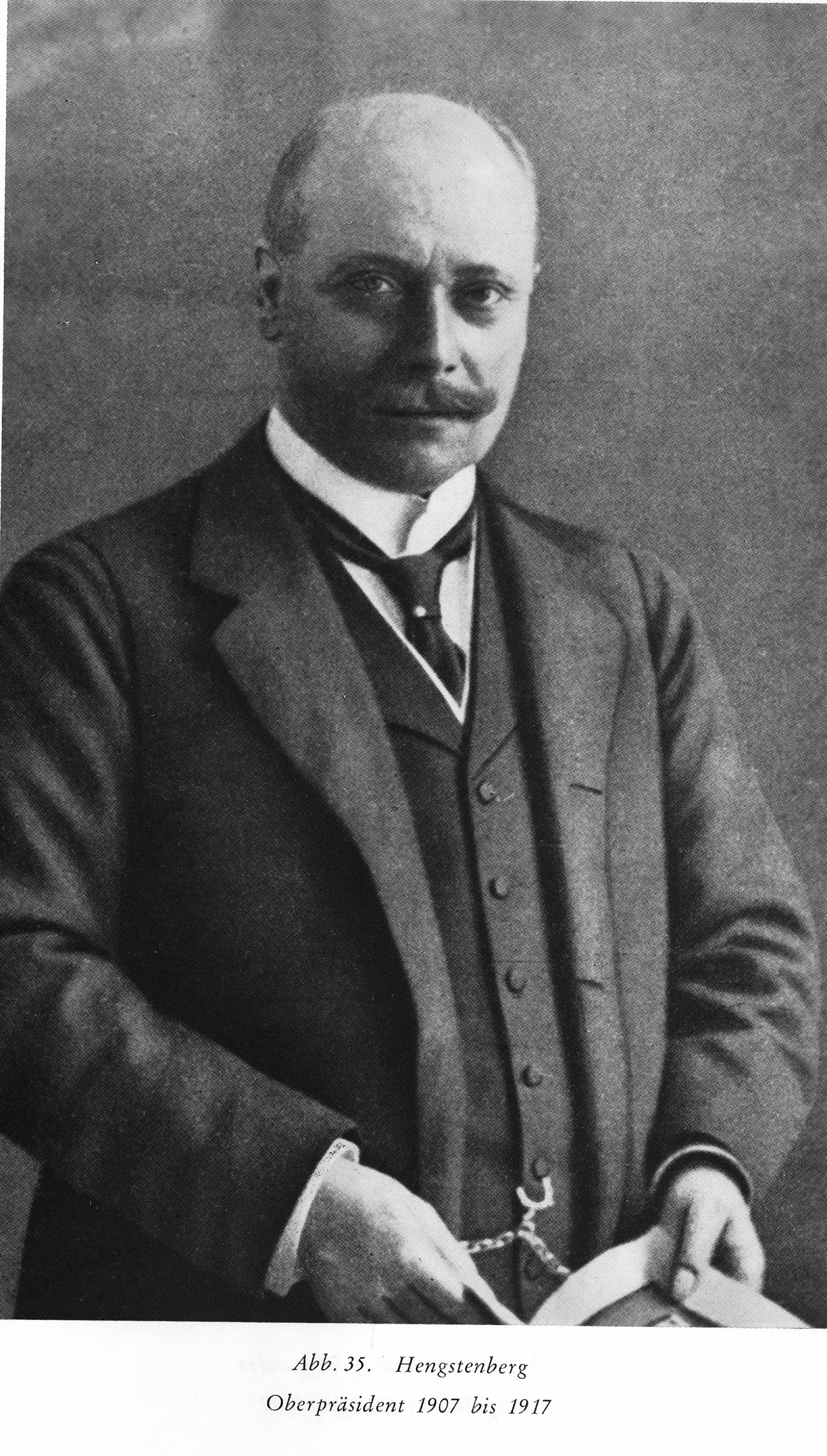
Wilhelm Hengstenberg (1853–1927)

## Wappen
- Blasonierung des Stammwappens: In Silber ein springendes schwarzes Pferd. Auf dem schwarz-silbern bewulsteten Helm mit schwarz-silbernen Helmdecken das Pferd wachsend zwischen einem rechts schwarzen und links silbernen Flug.[1]
- Blasonierung des Wappens von 1837: In Schwarz ein silberner Schrägrechtsbalken mit einem goldenen Stern im linken Oberwinkel.[3]